# DMJ
DMJ (aussi stylisé D.M.J.) est un groupe russe de hip-hop, originaire de Moscou, actif entre 1989 et 2004. Formé à l'automne 1989 par des membres du collectif de breakdance Merkuriy, DMJ est l'un des premiers groupes de hip-hop en URSS,,,.
En 1993, le groupe sort son premier et unique album Ètot mir — moj!, enregistré chez Gala Records. Les morceaux les plus connus du groupe sont Poslednee slovo (1993) et Ty vinovat (1994).

## Histoire

### Mercuriy (1986–1991)
En 1985, alors que la première vague de breakdance arrive en URSS, Igor Zakharov rencontre Sergei Kozlov, fils du célèbre saxophoniste soviétique Alexeï Kozlov, ainsi qu'Oleg Smolin, qui à l'époque sait déjà breakdancer,, au DK Kommuna de Moscou. Après avoir appris une nouvelle danse, Zakharov s'associe à Smolin et forme en 1986 le duo de breakdance Mercuriy, qui se base sur la technique du electric boogie (« robot »). Le nom du collectif, qui signifie « mercure », est trouvé par Smolin, qui travaillait comme bijoutier. Selon Zakharov, ils apprenaient à copier la technique à partir de vidéos, de films et de clips, ce qui donna naissance à un style qui leur est propre. C'est avec cette formation qu'ils se produisent au premier festival de breakdance organisé dans toute l'URSS, Modern Tants, à Vinni, en RSS d'Estonie, le 26 avril 1986, puis au deuxième festival, Pärnu Prääk '86 (Pärnu, Estonie, 10-11 mai). Le numéro le plus célèbre de Mercuriy est considéré comme « divers ». En août de la même année, Smolin joue une scène dans le film Courier, non en tant que breakdanceur, mais en tant qu'Igor, un karatéka. Zakharov ne peut assister au tournage car il se trouve dans un camp d'entraînement militaire à ce moment-là. La scène implique des breakdancers du studio de la Maison de la culture de la maison d'édition Pravda, sous la direction du célèbre directeur de cirque Valentin Gneushev,.
En 1990, Smolin et Mikhailov dansent un break au studio de cinéma Mosfilm dans les décors du film Mary Poppins, au revoir. À l'automne 1991, le collectif participe au concours de danse de l'émission télévisée Sinij Gladkov, où il atteint les quarts de finale,.

### DMJ (1989–1994)
Lors du festival de breakdance Papuga '89 (Palanga, Lituanie) du 14 août 1989, le membre Mutabor rappe accompagné de beatbox, ce qui inspire d'autres breakdanceurs à se lancer dans le rap, et est ensuite invité à rejoindre le groupe Merkuriy. À l'automne, Mercuriy se transforme en un groupe de hip-hop nommé DMJ (« D-Mercury-Jay »), dont le nom vient de la fusion des mots « Mercury » et DJ. Le nom DMJ lui-même est trouvé par Igor Zakharov. Le noyau principal du crew est Zakharov, Ignatov et Mutabor. La musique du groupe est assurée par Zakharov et Mutabor, et les paroles étaient écrites par Ignatov et Zakharov. Les groupes américains de hip-hop Beastie Boys et DJ Jazzy Jeff and The Fresh Prince sont leur inspiration. Pour enregistrer les premiers morceaux, Ignatov emprunte une grosse somme d'argent à son père. La même année, trois morceaux sont enregistres : Bezumnaja tusovka, Bʹët 12-j čas et Uličnye zvëzdy. En 1990, DMJ enregistre un autre morceau, Kidaj monetu!, à l'enregistrement duquel participe le breakdanceur Nikolai Andreev. Mutabor quitte rapidement le groupe, commence à enregistrer son album solo et devient membre du groupe de hip-hop Malchishnik.
En 1992, Ignatov se rend aux bureaux du label Gala Records avec ses morceaux pour y rencontrer le directeur Sergei Kuznetsov, avec qui il signe un contrat de cinq ans. Après la signature du contrat, le groupe reste avec Arthur Ignatov (electric boogie), Igor Zakharov (robot) et trois danseurs : Dmitry « Krab » Morozkin (style break), Ilya « Pincher » Grylev (style pop-locking) et Roman « Rubber » Kozlov (style pop-locking). Entre janvier 1992 et mars 1993, le groupe DMJ enregistre son premier album chez Gala Records. L'album comprend dix morceaux enregistrés dans les genres hip-hop et hip-house (Ljublju…). La musique de l'album est composée par les musiciens du groupe techno The Eyes In Acid (Dmitry Kachalin et Anatoly Stelmachenok), ainsi qu'Alexey Poddubny et Alexander Volynets. Les paroles de l'album sont écrites par Arthur Ignatov et Igor Zakharov. Gala Records sort un album intitulé Rap Power of DMJ, et l'album Rap de Lika M.S. sur cassette audio en avril 1993,.

### DMJK (1998–2004)
En 1998, Artur Ignatov, Igor Zakharov, Dmitry « Krab » Morozkin et Roman « Rubber » Kozlov relancent DMJ en le combinant avec du théâtre. C'est ainsi que naît le collectif de danse techno-rap DMJK, où la lettre K signifie Kvas : D.M.J.Kvas. Selon Ignatov, dans ce groupe, ils voulaient combiner la culture trance-techno avec le rap et le breakdance. Les trois premiers morceaux sont enregistrées. Zakharov est responsable de la musique du groupe et les paroles sont écrites par Ignatov et Zakharov.
En 2002, les membres du groupe D.M.J. (Roman « Rubber » Kozlov, Ivan « Blue » Gladkov, Artur Ignatov, Dmitry « Krab » Morozkin et Ilya « Pincher » Grylyov) participent à l'émission Zasedanie verhnej palaty du 26 mai 2002. En 2004, le groupe DMJ cesse ses activités après le décès d'Artur Ignatov. Pour « Pincher », Ignatov a fait une mauvaise rencontre et a été tué.

## Discographie

### Albums studio
- 1993 : Ètot mir — moj!
- 2015 : Tanec Vselennoj (1998—2004)

### Best-of
- 1993 : Rèp / Rap Power of D.M.J. (Lika M.C. / D.M.J.)
- 2016 : Merkuriy (1989—1994)

### Participations sur compilation
- 1995 : Rèp udar (extrait de Ty vinovat)
- 1995 : Golos ulic 95-1 (extrait de Ty vinovat)
- 1997 : Hip-Hop Info (extrait de Ty vinovat)
- 1997 : Hip-Hop Info #2 (extrait de Ja sošël s uma)

## Clips
- 1993 : Poslednee slovo